# 最终幻想15：口袋版
《最终幻想15：口袋版》（Final Fantasy XV: Pocket Edition）是一款2018年发行的动作角色扮演游戏，由XPEC Entertainment、SummerTimeStudio和发行商史克威尔艾尼克斯联合开发。这款游戏是2016年发布的最终幻想系列游戏作品《最终幻想15》的缩减版，针对移动设备重新制作了其故事情节、图形和游戏玩法。游戏最初在Android和iOS平台发布，后来通过Microsoft Store发布于Windows 10平台，并在PlayStation 4、Xbox One和Nintendo Switch等主机平台相继发布。主机平台版本以《最终幻想15：口袋版HD》（Final Fantasy XV: Pocket Edition HD）为名发布。
这款游戏分为十个章节，主要讲述主角诺克提斯·路西斯·切拉姆和他的伙伴们穿越伊欧斯（Eos）世界展开冒险的故事。玩家将穿越半线性环境并完成任务以推进故事发展。游戏的第一章可以免费下载游玩，后续章节则需要另外付费购买。
《最终幻想15：口袋版》的制作始于2015年《最终幻想15》首个商业演示版《杜斯卡章》发布后。《最终幻想15》的游戏总监田畑端与伊藤幸正担任《口袋版》的联合制作人，后者曾与田畑端合作开发《危机之前：最终幻想VII》。目标是让一支年轻的团队简化《最终幻想15》的故事和游戏机制，以适应移动平台，从而吸引更广泛的休闲玩家。《口袋版》的评价普遍积极，许多媒体称赞其将原作忠实地移植到了移动平台上。《口袋版》的移动版本在发行一个月内下载量达到300万次。

## 内容和游戏玩法

《最终幻想15：口袋版》中的一场战斗，主角诺克提斯·路西斯·切拉姆和他的同伴们正与Boss战斗。

《最终幻想15：口袋版》是2016年发布于PlayStation 4和Xbox One平台的动作角色扮演游戏《最终幻想15》的重制版。《口袋版》作为原作的精简版本，保留了故事情节，同时调整了游戏玩法以适应新平台并简化了游戏进程。此外，还放弃了原作的开放世界和一些支线任务。《口袋版》分为十个篇章，第一章支持免费下载游玩，其余九章可以单独购买，也可以按照折扣价打包购买。最初的移动版本支持触摸控制，而后来的主机版本则使用标准游戏控制器。
玩家在《最终幻想15：口袋版》中扮演主角诺克提斯·路西斯·切拉姆，与同伴们一起探索伊欧斯（Eos）世界中，推进故事剧情并完成较小的任务。游戏采用固定的摄像机角度，玩家可以通过直接使用控制器摇杆移动，或点击环境的某个区域来自动移动主角诺克提斯。相较于原版，《口袋版》增加了独有的支线任务，包括寻宝和跑腿任务等。探索和战斗从原来的背后视角转变为俯视视角，并简化了控制，更适合在触摸屏上操作。原版的升级系统被简化，玩家团队可以通过战斗获得经验值，在营地休息时升级，获得技能点，也可以使用“觉醒盘”解锁角色技能或者新招式。

## 开发和发行
《最终幻想15：口袋版》由《最终幻想》系列的开发和发行商史克威尔艾尼克斯、XPEC Entertainment和位于大阪的SummerTimeStudio联合开发。在《最终幻想15》的首个游戏演示版《杜斯卡章》发布后，《口袋版》的开发工作于2015年启动。本作由原作游戏导演田畑端共同制作。项目的另一位制作人是伊藤幸正，他曾参与制作田畑端在史克威尔艾尼克斯的首个项目《危机之前：最终幻想VII》。此次改编的目标是让更多没有主机的玩家也能体验《最终幻想》，并制作一个专注于快速游戏体验的版本。由于田畑端每天都会使用iPhone，因此他选择移动设备作为这部游戏的初始发布平台。 
《口袋版》的图形经过修改以适应移动平台新的软硬件方案。游戏中角色的“Q版”设计，部分是由于硬件限制，部分则是出于想要呈现出同一故事的不同版本这样的愿望。最初的设计方案是模仿《最终幻想VII》的多边形角色建模，但最终修改后的艺术风格是为了吸引更年轻的玩家。剧情保留了原版游戏内容，但环境和场景经过调整以更好地适应移动平台游戏的容量大小。这款游戏注重与同伴一起踏上难忘的旅程这一中心主题，这也帮助定义了《口袋版》简化的游戏方式。
虽然原版游戏是使用史克威尔艾尼克斯自己研发的夜光引擎制作的，但《口袋版》使用的是第三方Unity引擎构建的。由于Windows 10 Mobile设备系列被微软淘汰，团队将重点放在最新一代的游戏兼容平台设备上。与制作团队沟通时，田畑端要求他们尽量让游戏体验无压力，因此采用了自动游戏选项以及简化的界面布局和战斗系统。之所以选择模块化定价而非一次性付费购买，是因为这种方式在移动平台上更为普遍也更为消费者所接受。免费提供第一章是为了让玩家可以在不需要购买更多章节的情况下试玩这个重制版游戏。 
《最终幻想15：口袋版》于2017年8月在Gamescom上公开，原定于同年晚些时候正式发布。《口袋版》最终于2018年2月8日在Android和iOS平台上同步发行。适用于Windows 10设备的版本于同年6月6日通过微软商店发布。之后，主机平台版的《最终幻想15：口袋版HD》于9月7日在PlayStation 4和Xbox One平台上发布，Nintendo Switch的移植版于9月13日发布。 

## 评价
根据评论聚合网站Metacritic的数据，《最终幻想15：口袋版》的移动设备版获得了“普遍好评”。游戏在一个月内下载量超过300万次。
Kotaku的迈克·法赫伊（Mike Fahey）称《最终幻想15：口袋版》为原作的“出色”缩编版，称赞它让玩家无需投入太多时间就可以体验到故事。TouchArcade的肖恩·马斯格雷夫（Shaun Musgrave）给这部游戏打了五星（满分五星），评论称这款游戏忠实地再现了精简版的叙事，并特别赞扬了本作保留《最终幻想15》主机版的“配音、音乐和音效”。The Verge的梅根·法罗克玛内什（Megan Farokhmanesh）称赞了《口袋版》流畅的游戏方式和重新设计的艺术风格，称其为整个最终幻想系列的一个很好的游玩切入点。Polygon的朱莉娅·李（Julia Lee）对这款游戏在保留原作剧情的基础上重新设计游戏的玩法表示赞赏，但并不喜欢艺术风格的改变。

## 脚注
1. ↑  译名参考自游民星空[1]。